# Juvencus
Gaius Vettius Aquilinus Juvencus var en fornkyrklig diktare på latin, författare till det första kristna eposet.
Juvencus skall enligt Hieronymus ha varit spanjor, av förnäm släkt, och anställd som presbyter i Spanien under kejsar Konstantin den stores tid. Omkring 330 författade han sitt epos Historiae evangelicae libri IV eller Versus de quatuor evangeliis (tryckt i 19:e delen av Mignes Patrologiae cursus), en poetisk bearbetning av den evangeliska historien, huvudsakligen enligt Matteus, i 3 233 latinska hexametrar, troget följande texten, antagligen Italaöversättningen. Hans språk är klassiskt och versbyggnaden flytande, varför man för denna hans "Messiad i Aeneidens dräkt" kallat honom Vergilius christianus. Ovisst är, om en poetisk bearbetning av Första Mosebok, Carmen in Genesi, som traditionellt tillskrivits Tertullianus, härleder sig från Juvencus.